# امامزاده سید اسماعیل (فیروزکوه)
امامزاده سید اسماعیل مربوط به سدهٔ ۷ و ۸ ه.ق است و در شهرستان فیروز کوه، بخش مرکزی، روستای اندور واقع شده و این اثر در تاریخ ۷ مهر ۱۳۸۱ با شمارهٔ ثبت ۶۳۴۰ به‌عنوان یکی از آثار ملی ایران به ثبت رسیده است.